# Brotia armata
Brotia armata е вид охлюв от семейство Pachychilidae. Видът не е застрашен от изчезване.

## Разпространение и местообитание
Разпространен е в Тайланд.
Обитава сладководни басейни, реки и потоци.